# Stads-GR Antwerpen

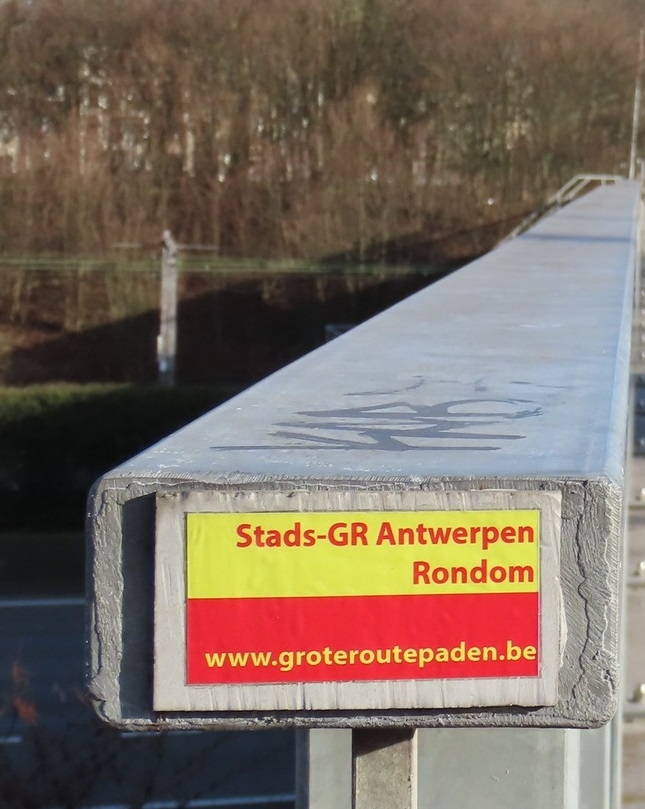

De Stads-GR Antwerpen is een GR-pad in Antwerpen. De route Antwerpen Oost-West is 9 kilometer lang, de route Antwerpen Rondom is 24 kilometer lang. De route komt langs Rivierenhof, Nachtegalenpark, MAS, ...